# Пшитули-Ляс
Пшитули-Ляс (пол. Przytuły-Las) — село в Польщі, у гміні Пшитули Ломжинського повіту Підляського воєводства.
Населення — 71 особа (2011).
У 1975-1998 роках село належало до Ломжинського воєводства.

## Демографія
Демографічна структура станом на 31 березня 2011 року:
|          | Загалом | Допрацездатний вік | Працездатний вік | Постпрацездатний вік |
| -------- | ------- | ------------------ | ---------------- | -------------------- |
| Чоловіки | 38      | 7                  | 29               | 2                    |
| Жінки    | 33      | 7                  | 20               | 6                    |
| Разом    | 71      | 14                 | 49               | 8                    |